# Wojciech Jan Browarny

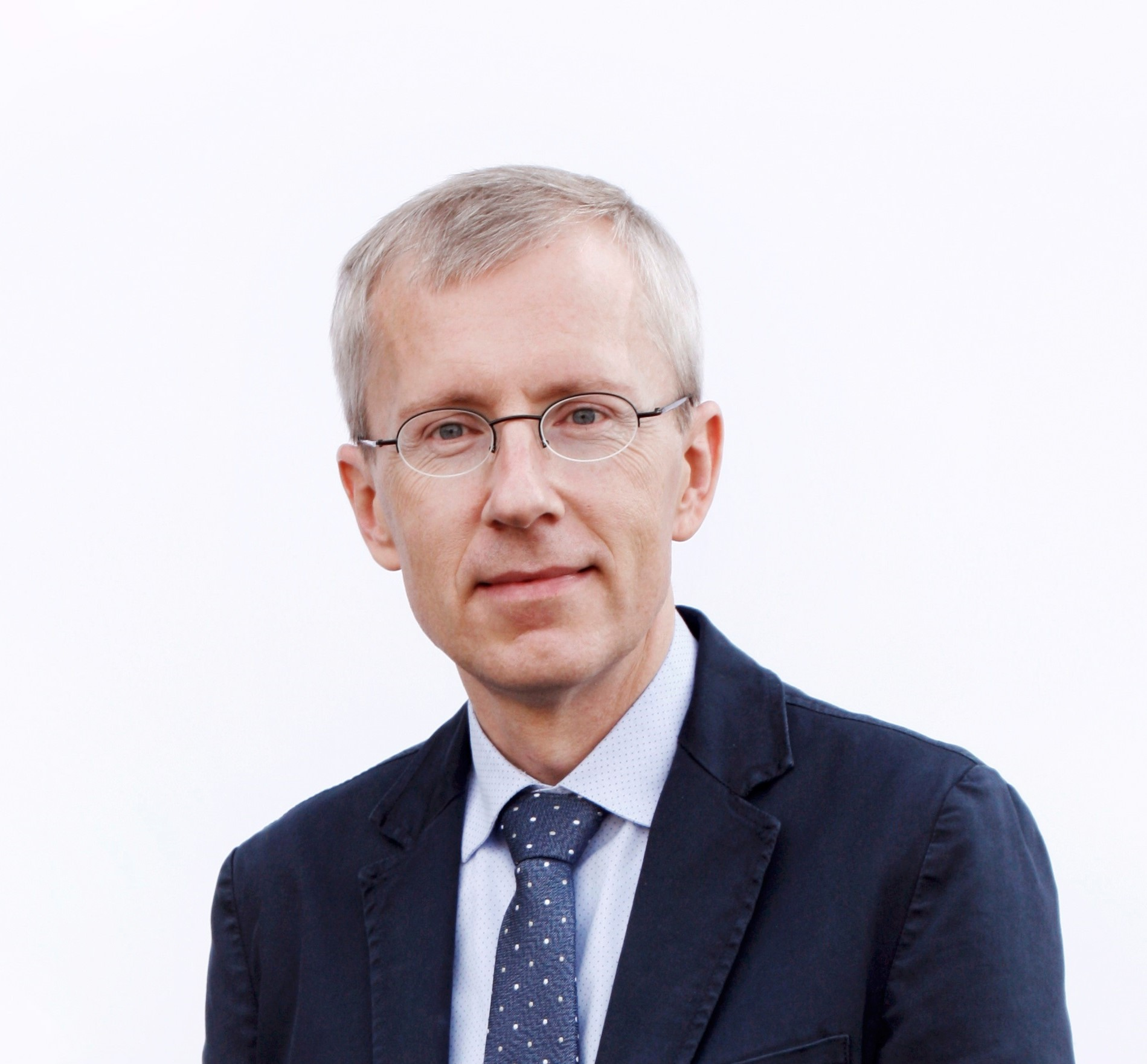
Wojciech Jan Browarny

Wojciech Jan Browarny (geboren 1970 in Oels) ist ein polnischer Literaturhistoriker, Literaturkritiker und Politiker.

## Leben
Browarny ist Außerordentlicher Professor der Universität Breslau, Mitarbeiter des Instituts für Polnische Philologie sowie Leiter des Lehrstuhls für Polnische Literaturgeschichte nach 1918 und des Arbeitskreises für Schlesische Regionalkultur. Sein Forschungsbereich umfasst die zeitgenössische polnische Prosa, die literarische Kultur Schlesiens nach 1945 und anthropologische Herausforderungen der Moderne. Er ist Vorsitzender des Universitätskomitees für Grabpflege verdienter Persönlichkeiten der Breslauer Universität. Als Rezensent arbeitet er mit den Monatsschriften „Nowe Książki“ und „Odra“ zusammen. Er lebt in Breslau.
Browarny war im Jahr 2015 Sejm-Abgeordnetenkandidat der Partei Razem („Gemeinsam“), Stadtratskandidat der Wählergemeinschaft „Wrocław dla Wszystkich“ („Breslau für Alle“) in den Selbstverwaltungswahlen 2018 und EU-Abgeordnetenkandidat der Partei Razem bei den EU-Parlamentswahlen 2019. Er ist ein ehemaliges Mitglied der Breslauer Abteilung des Verbands von Personen Schlesischer Volkszugehörigkeit sowie Mitgründer und Sekretär der Gesellschaft für Globale Solidarität (2019).

## Publikationen
- Opowieści niedyskretne. Formy autorefleksyjne w prozie polskiej lat dziewięćdziesiątych. Breslau 2020.
- Fikcja i wspólnota. Szkice o tożsamości w literaturze współczesnej. Breslau 2008.
- Tadeusz Różewicz i nowoczesna tożsamość. Krakau 2013.
- Tadeusz Różewicz and Modern Identity in Poland since the Second World War. Breslau 2019 (Übers. aus dem Poln. von Piotr Zazula).
- Historie odzyskane. Literackie dziedzictwo Wrocławia i Dolnego Śląska. Breslau 2019.